# مایک نیکولز
مایک نیکولز (به انگلیسی: Mike Nichols) (متولد ۶ نوامبر ۱۹۳۱ - درگذشت ۱۹ نوامبر ۲۰۱۴)، کارگردان تلویزیون، سینما و تئاتر، نویسنده و تهیه‌کننده آمریکایی زادهٔ آلمان است.
نیکولز برای تهیه‌کنندگی فیلم بازمانده روز و کارگردانی دختر شاغل، سیلک‌وود و چه کسی از ویرجینیا ولف می‌ترسد نامزد چند جایزه اسکار شده بود. فیلم فارغ‌التحصیل جایزه اسکار بهترین کارگردانی را برایش به ارمغان آورد.

## زندگی
مایک نیکولز با نام میخائیل ایگورویچ پشکووسکی در برلین آلمان به دنیا آمد. او در سال ۱۹۳۹، به همراه خانوادهٔ آلمانی-روسی-یهودی خود برای فرار از دست نازیها به ایالات متحده گریخت و در سال ۱۹۴۴ شهروند آمریکا شد.
دوران دانشجویی او در دانشگاه شیکاگو با افسردگی همراه بود اما در همین دوران بود که با همفکرانی مانند الین می آشنا شد. مایک نیکولز و الین می اواخر دهه ۵۰ یک تیم کمدی (استندآپ کمدی) تشکیل دادند. آن‌ها، در کنار لنی بروس، جاناتان وینترز و وودی آلن، از پیشگامان جنبشی بودند که زندگی معاصر آمریکایی را به هجو می‌گرفت.
در سال ۱۹۶۲ یکی از آثار کمدی مایک نیکولز و الین می برنده جایزه گرمی در رشته بهترین آلبوم کمدی شد.
در اواسط دهه ۶۰ میلادی مایک نیکولز به موتور محرکه نمایش‌های برادوی نیویورک تبدیل شده بود. نخستین کارش کارگردانی تئاتر پابرهنه در پارک نوشته نیل سایمون با بازی رابرت ردفورد بود. این تئاتر پرفروش شد و در سال ۱۹۶۴ نخستین جایزه تونی خود را دریافت کرد.
او برای چهارمین کار مشترک با نیل سایمون، همچنین نمایشنامه‌های «لاو» در سال ۱۹۶۵، «یک چیز واقعی» در سال ۱۹۸۴، «اسپاملوت» در سال ۲۰۰۵ و اجرای تازه‌ای از نمایش مرگ دستفروش اثر آرتور میلر در سال ۲۰۱۲ و نمایش موزیکال «آنی» در سال ۱۹۷۷ برنده جایزه تونی شد.
اولین فیلم او چه کسی از ویرجینا وولف می‌ترسد در سال ۱۹۶۶ یک اقتباس سینمایی از نمایشنامه‌ای به قلم ادوارد آلبی بود. الیزابت تیلور و ریچارد برتون در این فیلم بازی می‌کردند. این فیلم نامزد دریافت ۱۳ جایزه اسکار و برنده پنج اسکار شد اگر چه مایک نیکولز جایزه بهترین کارگردانی را نبرد.
یک سال بعد (۱۹۶۷) او برای کارگردانی فیلم فارغ‌التحصیل برنده جایزه اسکار شد.
مایک نیکولز در سال ۱۹۷۱ با ساختن فیلم معرفت جسمانی به دلیل جنبه‌های جنسی آن جنجال به پا کرد. مدیر یک سینما در ویرجینیا برای نمایش فیلم دستگیر و مجبور شد برای فرجام خواهی به دیوان عالی آمریکا شکایت کند.

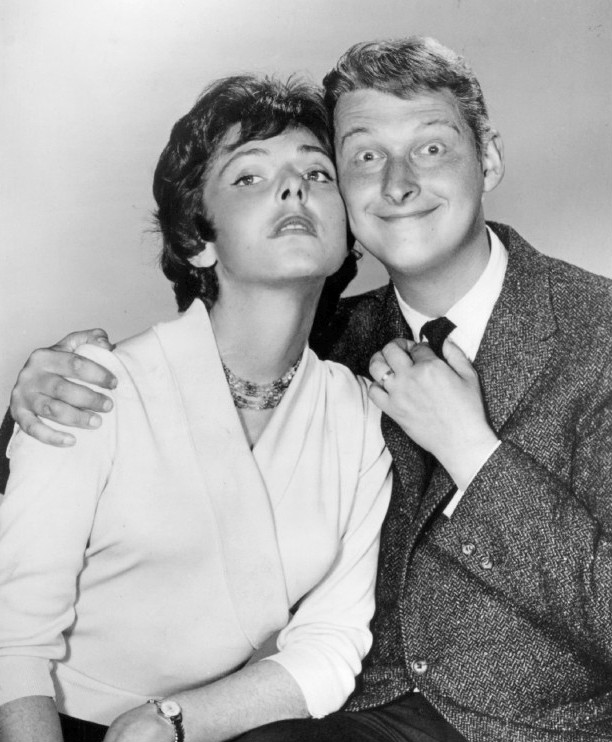
الین می و مایک نیکولز (۱۹۶۰)

او در سال‌های بعدی نیز برای کارگردانی تئاترهای دیگری از نیل سایمون، "زوج ناجور" و " LUV" دوباره برنده جایزه تونی شد.
در میانه دهه ۱۹۸۰ مایک نیکولز دچار بحران روحی شدیدی شد. به گفته خودش استفاده از داروی‌های مسکن قوی منجر به توهمش شد و تصور می‌کرده که حافظه‌اش را به کلی از دست داده‌است.
مریل استریپ در فیلم سیلک وود محصول ۱۹۸۳ و روی صحنه تئاتر مرغ دریایی تولید ۲۰۰۱ با مایک نیکولز همکاری کرد.
کارگردانی فیلم «زیرکی» در سال ۲۰۰۱ و یک مجموعه تلویزیونی دربارهٔ شیوع بیماری ایدز به نام فرشتگان در آمریکا دو جایزه امی دیگر را نصیب او کرد.
فیلم نزدیک‌تر (۲۰۰۴) (Closer) با بازی جولیا رابرتز، ناتالی پورتمن، جود لا و کلایو اون از مشهورترین فیلم‌های مایک نیکولز بود.
جنگ چارلی ویلسون، محصول ۲۰۰۷، با شرکت تام هنکس و جولیا رابرتز آخرین فیلم مایک نیکولز بود.
نیکولز روی اقتباس تازه‌ای از «مستر کلاس» با تهیه‌کنندگی اچ بی او کار می‌کرد. مسترکلاس بر اساس نمایشنامه‌ای از ترنس مک نالی دربارهٔ زندگی ماریا کالاس، ستاره اپرا، بود و مریل استریپ در نقش شخصیت اصلی این فیلم بازی می‌کرد.
از میان ستاره‌های سینما، جولیا رابرتز در دو فیلم و جک نیکلسون در چهار فیلم از ساخته‌های مایک نیکولز بازی کرده‌است.
مایک نیکولز در اثر ایست قلبی در روز چهارشنبه ۱۹ نوامبر ۲۰۱۴ درگذشت.
معروف بود که مایک نیکولز موقع کارگردانی بسیار داد و فریاد می‌کند. مریل استریپ به مجله هالیوود ریپورتر گفت: «او همیشه باهوش‌ترین و استثنایی‌ترین فرد بود و گاهی می‌توانست بدترین هم باشد».

## زندگی شخصی
او چهار بار ازدواج کرده و صاحب سه فرزند شده‌است. نیکولز نسبت دوری نیز با مریل استریپ دارد. این دو در چند پروژه مختلف با یکدیگر همکاری کرده‌اند. نیکولز از طرف مادری با آلبرت انیشتین نیز نسبت دارد.

## جایزه‌ها و نامزدی‌ها
نیکولز یکی از دوازده نفری است که تمام جایزه‌های اصلی جشنواره‌های سرگرمی آمریکایی، یعنی جوایز امی، گرامی، اسکار و تونی را برده‌است. مایک نیکولز در سال ۲۰۰۱، نشان ملی هنر و در سال ۲۰۱۰، جایزه یک عمر دستاورد هنری را از انجمن فیلم آمریکا (AFI) دریافت کرد.
| سال  | عنوان جایزه              | رشته                                | نام اثر                                       | نتیجه    | منبع. |
| ---- | ------------------------ | ----------------------------------- | --------------------------------------------- | -------- | ----- |
| ۱۹۶۶ | جایزه اسکار              | بهترین کارگردانی                    | چه کسی از ویرجینیا وولف می‌ترسد؟               | نامزدشده | [ ۲ ] |
| ۱۹۶۷ | جایزه اسکار              | بهترین کارگردانی                    | فارغ‌التحصیل                                   | پیروز    | [ ۲ ] |
| ۱۹۸۳ | جایزه اسکار              | بهترین کارگردانی                    | سیلک‌وود                                       | نامزدشده | [ ۲ ] |
| ۱۹۸۸ | جایزه اسکار              | بهترین کارگردانی                    | دختر شاغل                                     | نامزدشده | [ ۲ ] |
| ۱۹۹۳ | جایزه اسکار              | بهترین فیلم                         | بازمانده روز                                  | نامزدشده | [ ۲ ] |
| ۱۹۶۷ | جوایز فیلم بفتا          | بهترین فیلم                         | چه کسی از ویرجینیا وولف می‌ترسد؟               | پیروز    | [ ۳ ] |
| ۱۹۶۸ | جوایز فیلم بفتا          | بهترین فیلم                         | فارغ‌التحصیل                                   | پیروز    | [ ۳ ] |
| ۱۹۶۸ | جوایز فیلم بفتا          | بهترین کارگردانی                    | فارغ‌التحصیل                                   | پیروز    | [ ۳ ] |
| ۱۹۹۴ | جوایز فیلم بفتا          | بهترین فیلم                         | بازمانده روز                                  | نامزدشده | [ ۳ ] |
| ۱۹۶۶ | جایزه گلدن گلوب          | بهترین کارگردانی                    | چه کسی از ویرجینیا وولف می‌ترسد؟               | نامزدشده | [ ۴ ] |
| ۱۹۶۷ | جایزه گلدن گلوب          | بهترین کارگردانی                    | فارغ‌التحصیل                                   | پیروز    | [ ۴ ] |
| ۱۹۸۳ | جایزه گلدن گلوب          | بهترین کارگردانی                    | سیلک‌وود                                       | نامزدشده | [ ۴ ] |
| ۱۹۸۸ | جایزه گلدن گلوب          | بهترین کارگردانی                    | دختر شاغل                                     | نامزدشده | [ ۴ ] |
| ۲۰۰۴ | جایزه گلدن گلوب          | بهترین کارگردانی                    | نزدیک‌تر                                       | نامزدشده | [ ۴ ] |
| ۱۹۵۹ | جایزه گرمی               | بهترین مستند یا بهترین سخنرانی      | بداهه‌نوازی در موسیقی                          | نامزدشده | [ ۵ ] |
| ۱۹۵۹ | جایزه گرمی               | بهترین آلبوم کمدی                   | بداهه‌نوازی در موسیقی                          | نامزدشده | [ ۵ ] |
| ۱۹۶۲ | جایزه گرمی               | بهترین آلبوم کمدی                   | شبی با مایک نیکولز و الین می                  | پیروز    | [ ۵ ] |
| ۱۹۶۳ | جایزه گرمی               | بهترین آلبوم کمدی                   | مایک نیکولز و الین می دکترها را معاینه می‌کنند | نامزدشده | [ ۵ ] |
| ۱۹۷۷ | جایزه امی ساعات پربیننده | بهترین سریال درام                   | خانواده                                       | نامزدشده | [ ۶ ] |
| ۲۰۰۱ | جایزه امی ساعات پربیننده | بهترین فیلمنامه فیلم یا مینی سریال  | زیرکی                                         | نامزدشده | [ ۶ ] |
| ۲۰۰۱ | جایزه امی ساعات پربیننده | بهترین کارگردانی فیلم یا مینی سریال | زیرکی                                         | پیروز    | [ ۶ ] |
| ۲۰۰۱ | جایزه امی ساعات پربیننده | بهترین فیلم تلویزیونی               | زیرکی                                         | پیروز    | [ ۶ ] |
| ۲۰۰۴ | جایزه امی ساعات پربیننده | بهترین کارگردانی مینی سریال         | فرشتگان در آمریکا                             | پیروز    | [ ۶ ] |
| ۲۰۰۴ | جایزه امی ساعات پربیننده | بهترین مینی سریال                   | فرشتگان در آمریکا                             | پیروز    | [ ۶ ] |
| ۱۹۶۴ | جایزه تونی               | بهترین کارگردانی نمایش              | پابرهنه در پارک                               | پیروز    | [ ۷ ] |
| ۱۹۶۵ | جایزه تونی               | بهترین کارگردانی نمایش              | لاو و زوج ناجور                               | پیروز    | [ ۷ ] |
| ۱۹۶۷ | جایزه تونی               | بهترین کارگردانی موزیکال            | درخت سیب                                      | نامزدشده | [ ۷ ] |
| ۱۹۶۸ | جایزه تونی               | بهترین کارگردانی نمایش              | اتاقی در هتل پلازا                            | پیروز    | [ ۷ ] |
| ۱۹۷۲ | جایزه تونی               | بهترین کارگردانی نمایش              | زندانی خیابان دوم                             | پیروز    | [ ۷ ] |
| ۱۹۷۴ | جایزه تونی               | بهترین کارگردانی نمایش              | دایی وانیا                                    | نامزدشده | [ ۷ ] |
| ۱۹۷۷ | جایزه تونی               | بهترین موزیکال                      | آنی                                           | پیروز    | [ ۷ ] |
| ۱۹۷۷ | جایزه تونی               | بهترین کارگردانی نمایش              | کمدین‌ها                                       | نامزدشده | [ ۷ ] |
| ۱۹۷۷ | جایزه تونی               | بهترین کارگردانی نمایش              | پرچم‌ها                                        | نامزدشده | [ ۷ ] |
| ۱۹۷۸ | جایزه تونی               | بهترین کارگردانی نمایش              | بازی رامی                                     | نامزدشده | [ ۷ ] |
| ۱۹۷۸ | جایزه تونی               | بهترین نمایش                        | بازی رامی                                     | نامزدشده | [ ۷ ] |
| ۱۹۸۴ | جایزه تونی               | بهترین کارگردان نمایش               | چیز واقعی                                     | پیروز    | [ ۷ ] |
| ۲۰۰۳ | جایزه تونی               | بهترین رویداد نمایشی ویژه           | نمایشنامه‌ای که من نوشتم                       | نامزدشده | [ ۷ ] |
| ۲۰۰۵ | جایزه تونی               | بهترین کارگردانی موزیکال            | سامالات                                       | پیروز    | [ ۷ ] |
| ۲۰۰۵ | جایزه تونی               | بهترین رویداد ویژه نمایشی           | بیست و پنجمین سالگرد نمایش ووپی گلدبرگ        | نامزدشده | [ ۷ ] |
| ۲۰۱۲ | جایزه تونی               | بهترین کارگردانی نمایش              | مرگ فروشنده                                   | پیروز    | [ ۷ ] |
| ۱۹۷۶ | جایزه دراما دسک          | بهترین کارگردانی نمایش              | پرچم‌ها                                        | نامزدشده | [ ۸ ] |
| ۱۹۷۷ | جایزه دراما دسک          | بهترین کارگردانی نمایش              | کمدین‌ها                                       | پیروز    | [ ۸ ] |
| ۱۹۷۸ | جایزه دراما دسک          | بهترین کارگردانی نمایش              | بازی رامی                                     | نامزدشده | [ ۸ ] |
| ۱۹۸۴ | جایزه دراما دسک          | بهترین کارگردانی نمایش              | چیز واقعی                                     | نامزدشده | [ ۸ ] |
| ۲۰۰۵ | جایزه دراما دسک          | بهترین کارگردانی نمایش موزیکال      | اسپامالات                                     | نامزدشده | [ ۸ ] |
| ۲۰۱۲ | جایزه دراما دسک          | بهترین کارگردانی نمایش موزیکال      | مرگ فروشنده                                   | پیروز    | [ ۸ ] |

جوایز افتخاری
- ۱۹۹۹ - بزرگداشت در انجمن فیلم مرکز لینکلن
- ۲۰۰۱ - جایزه پیبادی – زیرکی
- ۲۰۰۳ - جایزه مرکز کندی
- ۲۰۱۰ - جایزه یک عمر دستاورد هنری بنیاد فیلم آمریکا

### نمایش‌ها
| سال  | عنوان                                      | مؤلف                                                 | نقش                  | محل اجرا                 | منبع. |
| ---- | ------------------------------------------ | ---------------------------------------------------- | -------------------- | ------------------------ | ----- |
| ۱۹۶۰ | شبی با مایک نیکولز و الن می                | مایک نیکولز                                          | اجراگر               | تئاتر جان گلدن           | [ ۹ ] |
| ۱۹۶۳ | پابرهنه در پارک                            | نیل سایمون                                           | کارگردان             | تئاتر ساموئل جی. فریدمن  | [ ۹ ] |
| ۱۹۶۴ | Luv                                        | نیل سایمون                                           | کارگردان             | تئاتر هیز                | [ ۹ ] |
| ۱۹۶۵ | زوج ناجور                                  | نیل سایمون                                           | کارگردان             | تئاتر جرالد شونفلد       | [ ۹ ] |
| ۱۹۶۶ | درخت سیب                                   | آهنگساز: جری باک، ترانه‌سرا: شلدان هارنیک             | کارگردان             | تئاتر شوبرت              | [ ۹ ] |
| ۱۹۶۷ | روباه‌های کوچک                              | لیلیان هلمن                                          | کارگردان             | تئاتر اثل بریمور         | [ ۹ ] |
| ۱۹۶۸ | اتاقی در هتل پلازا                         | نیل سایمون                                           | کارگردان             | تئاتر جرالد شونفلد       | [ ۹ ] |
| ۱۹۷۱ | زندانی خیابان دوم                          | ملوین فرانک                                          | کارگردان             | تئاتر یوجین اونیل        | [ ۹ ] |
| ۱۹۷۳ | دایی وانیا                                 | آنتون چخوف                                           | کارگردان             | تئاتر سیرکل این د اسکوئر | [ ۹ ] |
| ۱۹۷۶ | پرچم‌ها                                     | دیوید ریب                                            | کارگردان             | تئاتر میتزی ای نیوهاوس   | [ ۹ ] |
| ۱۹۷۶ | کمدین‌ها                                    | ترور گریفیث                                          | کارگردان             | تئاتر میوزیک باکس        | [ ۹ ] |
| ۱۹۷۷ | آنی                                        | آهنگساز:چارلز استراوس، ترانه‌سرا: مارتین چارنین       | تهیه‌کننده            | تئاتر یوجین اونیل        | [ ۹ ] |
| ۱۹۷۷ | بازی رامی                                  | دونالد ال کوبرن                                      | کارگردان - تهیه‌کننده | تئاتر جان گلدن           | [ ۹ ] |
| ۱۹۸۰ | بیلی بیشاپ به جنگ می‌رود                    | جان مک‌لاکلان گری                                     | کارگردان             | تئاتر موراسکو            | [ ۹ ] |
| ۱۹۸۰ | وقت ناهار                                  | جان مورتیمر                                          | کارگردان             | تئاتر اثل بریمور         | [ ۹ ] |
| ۱۹۸۱ | کله‌پوک‌ها                                   | نیل سایمون                                           | کارگردان             | تئاتر یوجین اونیل        | [ ۹ ] |
| ۱۹۸۱ | آدم بزرگ‌ها                                 | جولز فایفر                                           | تهیه‌کننده            | تئاتر لایسییم            | [ ۹ ] |
| ۱۹۸۴ | چیز واقعی                                  | تام استاپارد                                         | کارگردان             | تئاتر جرالد شونفلد       | [ ۹ ] |
| ۱۹۸۴ | جاروجنجال                                  | دیوید ریب                                            | کارگردان             | تئاتر اثل بریمور         | [ ۹ ] |
| ۱۹۸۴ | ووپی گلدبرگ                                |                                                      | تهیه‌کننده            | تئاتر لایسییم            | [ ۹ ] |
| ۱۹۸۶ | تأمین اجتماعی                              | اندرو برگمن                                          | کارگردان             | تئاتر اثل بریمور         | [ ۹ ] |
| ۱۹۹۲ | مرگ و دوشیزه                               | آریل دورفمان                                         | کارگردان             | تئاتر بروکز اتکینسن      | [ ۹ ] |
| ۲۰۰۱ | مرغ دریایی                                 | آنتون چخوف                                           | کارگردان             | پابلیک تییتر، آف برادوی  | [ ۹ ] |
| ۲۰۰۳ | نمایشنامه‌ای که من نوشتم                    | همیش مک کول، شان فولی، ادی برابن                     | تهیه‌کننده            | تئاتر لایسییم            | [ ۹ ] |
| ۲۰۰۴ | ووپی: بیست‌وپنجمین سالگرد نمایش ووپی گلدبرگ |                                                      | تهیه‌کننده            | تئاتر لایسییم            | [ ۹ ] |
| ۲۰۰۵ | اسپامالات                                  | آهنگساز: جان دو پرز و اریک آیدل، ترانه‌سرا: اریک آیدل | کارگردان             | تئاتر شوبرت              | [ ۹ ] |
| ۲۰۰۸ | دختر روستایی                               | کلیفورد اودتس                                        | کارگردان             | تئاتر برنارد بی. جیکوبز  | [ ۹ ] |
| ۲۰۱۲ | مرگ فروشنده                                | آرتور میلر                                           | کارگردان             | تئاتر اثل بریمور         | [ ۹ ] |
| ۲۰۱۳ | خیانت                                      | هارولد پینتر                                         | کارگردان             | تئاتر اثل بریمور         | [ ۹ ] |

### فیلم‌شناسی
| سال  | فیلم                            | نامزد اسکار | برنده اسکار |
| ---- | ------------------------------- | ----------- | ----------- |
| ۱۹۶۶ | چه کسی از ویرجینیا وولف می‌ترسد؟ | ۱۳          | ۵           |
| ۱۹۶۷ | فارغ‌التحصیل (گراجوئت)           | ۷           | ۱           |
| ۱۹۶۸ | یادم بده! (فیلم کوتاه)          |             |             |
| ۱۹۷۰ | کچ-۲۲                           |             |             |
| ۱۹۷۱ | هم‌خوابگی                        | ۱           |             |
| ۱۹۷۳ | روز دلفین                       | ۲           |             |
| ۱۹۷۵ | بخت و اقبال                     |             |             |
| ۱۹۸۰ | نمایش زنده گیلدا                |             |             |
| ۱۹۸۳ | سیلکوود                         | ۵           |             |
| ۱۹۸۶ | دل‌سوختگی                        |             |             |
| ۱۹۸۸ | بیلاکسی بلوز                    |             |             |
| ۱۹۸۸ | دختر شاغل                       | ۶           | ۱           |
| ۱۹۹۰ | کارت‌پستال‌هایی از لب پرتگاه      | ۲           |             |
| ۱۹۹۱ | در مورد هنری                    |             |             |
| ۱۹۹۴ | گرگ                             |             |             |
| ۱۹۹۶ | قفس پرنده                       | ۱           |             |
| ۱۹۹۸ | رنگ‌های اصلی                     | ۲           |             |
| ۲۰۰۰ | از کدام سیاره می‌آیی؟            |             |             |
| ۲۰۰۱ | زیرکی                           |             |             |
| ۲۰۰۳ | فرشتگان در آمریکا               |             |             |
| ۲۰۰۴ | نزدیک‌تر                         | ۲           |             |
| ۲۰۰۷ | جنگ چارلی ویلسون                | ۱           |             |